# Problème des bœufs d'Hélios

Illustration du problème des bœufs d'Hélios

En mathématiques, et plus précisément en théorie des nombres, le problème des bœufs d'Hélios (ou des bœufs d'Archimède) est un problème d'analyse diophantienne, c'est-à-dire de recherche des solutions entières d'une équation polynomiale. Attribué à Archimède, le problème demande de déterminer la taille du troupeau des bœufs du Soleil, sachant que celui-ci satisfait à certaines conditions. Il fut découvert par Gotthold Ephraim Lessing sous forme d'un poème dans un manuscrit grec, en 1773.
Le problème resta non résolu durant plus d'un siècle, en partie en raison de la difficulté du calcul des très grands nombres intervenant dans sa solution. Celle-ci fut déterminée en 1880 par August Amthor (de) ; il donna une solution exacte (sous forme de puissances d'irrationnels) et en obtint la valeur approchée de 7,76 × 10206 544 têtes de bétail. La représentation décimale exacte de cette solution est trop longue pour être humainement calculable, mais des bibliothèques d'arithmétique multiprécision permettent désormais aisément à des ordinateurs de l'écrire explicitement.

## Historique
En 1769, Gotthold Ephraim Lessing était responsable de la bibliothèque August Herzog à Wolfenbüttel (en Allemagne), laquelle contenait de nombreux manuscrits grecs et latins. Quelques années plus tard, Lessing publia des traductions de certains de ces manuscrits, accompagnées de commentaires. Parmi eux figurait un poème grec de quarante-quatre lignes, contenant un problème d'arithmétique demandant au lecteur de trouver la taille du troupeau des bœufs d'Hélios. Le nom d'Archimède apparait dans le titre du poème, lequel affirme qu'il l'envoya dans une lettre à Ératosthène pour qu'il le soumette aux mathématiciens d'Alexandrie. Cependant, l'affirmation selon laquelle Archimède serait l'auteur du problème est contestée, car il n'en est fait aucune autre mention dans les écrits des mathématiciens grecs.

## Le problème
L'énoncé du problème, donné ici à partir d'une traduction abrégée en allemand publiée par Georg Nesselmann en 1842, est le suivant :
« 
Dénombre, Ami, les troupeaux du Soleil qui couvraient jadis les plaines de la Sicile, divisés en quatre groupes selon leurs couleurs, les blancs, les noirs, les pies et les jaunes. Il y avait plus de taureaux que de vaches, et les relations entre leurs nombres étaient les suivantes :
Taureaux blancs {\displaystyle =\left({\frac {1}{2}}+{\frac {1}{3}}\right)} taureaux noirs + taureaux jaunes,
Taureaux noirs {\displaystyle =\left({\frac {1}{4}}+{\frac {1}{5}}\right)} taureaux pies + taureaux jaunes,
Taureaux pies {\displaystyle =\left({\frac {1}{6}}+{\frac {1}{7}}\right)} taureaux blancs + taureaux jaunes,
Vaches blanches {\displaystyle =\left({\frac {1}{3}}+{\frac {1}{4}}\right)} troupeau noir,
Vaches noires {\displaystyle =\left({\frac {1}{4}}+{\frac {1}{5}}\right)} troupeau pie,
Vaches pies {\displaystyle =\left({\frac {1}{5}}+{\frac {1}{6}}\right)} troupeau jaune,
Vaches jaunes {\displaystyle =\left({\frac {1}{6}}+{\frac {1}{7}}\right)} troupeau blanc.
Si tu peux donner, Ami, le nombre de chaque sorte de vaches et de taureaux, tu n'es pas un novice en matière de nombres, mais on ne peut encore te considérer comme ayant un talent supérieur. Apprends, cependant, qu'il y avait aussi les relations suivantes entre les taureaux du Soleil :
Taureaux blancs + taureaux noirs = un carré parfait,
Taureaux pies + taureaux jaunes = un nombre triangulaire.
Si tu peux calculer également ces nombres, Ami, et trouver ainsi la taille totale du troupeau, exulte, car par ta conquête, tu as montré que tu as atteint le degré suprême dans la science des nombres.
 »

## Solution de la première partie
La première partie du problème se résout en écrivant un système d'équations linéaires (diophantiennes). Notant le nombre des taureaux noirs, blancs, pies et jaunes respectivement par les lettres N, B, P et J, et les nombres de vaches correspondants par n, b, p et j, le problème revient à trouver une solution à :
{\displaystyle {\begin{aligned}B&{}={\frac {5}{6}}N+J\\N&{}={\frac {9}{20}}P+J\\P&{}={\frac {13}{42}}B+J\\b&{}={\frac {7}{12}}(N+n)\\n&{}={\frac {9}{20}}(P+p)\\p&{}={\frac {11}{30}}(J+j)\\j&{}={\frac {13}{42}}(B+b)\end{aligned}}}
Ce système homogène, ayant sept équations et huit inconnues, est indéterminé, et les solutions sont toutes des multiples de la plus petite d'entre elles (c'est, dans ce cas, une variante du théorème des restes chinois). Une analyse directe (mais fastidieuse) montre que la solution générale est :
{\displaystyle {\begin{aligned}N&{}=7\,460\,514\,k\\B&{}=10\,366\,482\,k\\P&{}=7\,358\,060\,k\\J&{}=4\,149\,387\,k\\n&{}=4\,893\,246\,k\\b&{}=7\,206\,360\,k\\p&{}=3\,515\,820\,k\\j&{}=5\,439\,213\,k\end{aligned}}}
où k est un entier, ce qui correspond à un total de 50 389 082 k têtes de bétail. On remarquera que les nombres de taureaux sont tous multiples de 4657, valeur qui réapparaîtra dans l'analyse de la section suivante.

## Solution de la deuxième partie: l'équation de Pell
La solution générale de la deuxième partie du problème fut obtenue par A. Amthor (de) en 1880. La description qui suit de cette solution est due à Hendrik Lenstra.
Les contraintes de la seconde partie du problème s'énoncent directement (en utilisant les valeurs précédemment trouvées) ainsi :
{\displaystyle N+B=7\,460\,514\,k+10\,366\,482\,k=2^{2}\times 3\times 11\times 29\times 4\,657\times k} devant être un carré parfait, on doit donc prendre {\displaystyle k=3\times 11\times 29\times 4\,657\times q^{2}} pour un entier q à déterminer (d'après le théorème fondamental de l'arithmétique).
La seconde condition demande que P+J soit un nombre triangulaire, c'est-à-dire que {\displaystyle P+J={\frac {t^{2}+t}{2}}}, et donc que {\displaystyle t={\frac {-1\pm {\sqrt {1+8(P+J)}}}{2}}}. Cela revient à dire que le discriminant 1+8(P+J) doit être un carré parfait p2 ; substituant à P+J la valeur trouvée précédemment, on en déduit finalement que p et q doivent satisfaire l'équation de Pell-Fermat
{\displaystyle p^{2}-(4)(609)(7\,766)(4\,657^{2})q^{2}=1}.
La solution de cette dernière, obtenue par Amthor, peut s'écrire explicitement en fonction de puissances de l'entier algébrique {\displaystyle w=300\,426\,607\,914\,281\,713\,365{\sqrt {609}}+84\,129\,507\,677\,858\,393\,258{\sqrt {7\,766}}} ; Ilan Vardi (de) en a déduit que la plus petite solution au problème des bœufs (c'est-à-dire la taille du plus petit troupeau satisfaisant à toutes les conditions du problème) est l'entier immédiatement supérieur à
{\displaystyle {\frac {25\,194\,541}{184\,119\,152}}(109\,931\,986\,732\,829\,734\,949\,866\,232\,821\,433\,543\,901\,088\,049+50\,549\,485\,234\,315\,033\,074\,477\,819\,735\,540\,408\,986\,340{\sqrt {4\,729\,494}})^{4\,658}} ;
Amthor avait déjà pu estimer que ce nombre valait environ 7,76 × 10206 544, et avait donc plus de 200 000 chiffres.
Les ordinateurs modernes peuvent aisément imprimer tous les chiffres de cette solution. Cela fut accompli pour la première fois à l'Université de Waterloo, en 1965, par Hugh C. Williams (en), R. A. German, et Charles Robert Zarnke, utilisant une combinaison des ordinateurs IBM 7040 et IBM 1620.